# Eurhynchium peyronelii
Eurhynchium peyronelii là một loài Rêu trong họ Brachytheciaceae. Loài này được (Tosco & Piovano) Ochyra mô tả khoa học đầu tiên năm 1997.